# Liste der Monuments historiques in Santeny
Die Liste der Monuments historiques in Santeny führt die Monuments historiques in der französischen Gemeinde Santeny auf.

## Liste der Objekte
| Bezeichnung                                  | Beschreibung           | Standort                        | Kennzeichnung | Schutzstatus | Datum | Bild |
| -------------------------------------------- | ---------------------- | ------------------------------- | ------------- | ------------ | ----- | ---- |
| Skulptur Madonna mit Kind                    | Stein, 13. Jahrhundert | in der Kirche St-Germain (Lage) | PM94000185    | Classé       | 1905  |      |
| Bleiglasfenster: Leben des heiligen Nikolaus | um 1300                | in der Kirche St-Germain (Lage) | PM94000186    | Classé       | 1987  |      |